# Kupfer(I)-thiocyanat
Kupfer(I)-thiocyanat ist eine anorganische chemische Verbindung des Kupfers aus der Gruppe der Thiocyanate.

## Gewinnung und Darstellung
Kupfer(I)-thiocyanat kann durch Reaktion von Kupfersulfat, Kupferpulver und Kaliumthiocyanat bei 70 °C in eutektischen Lösungsmitteln (DES) gewonnen werden.
{\displaystyle \mathrm {CuSO_{4}+Cu+\ 2\ KSCN\longrightarrow \ 2\ CuSCN\downarrow +\ K_{2}SO_{4}} }
Die Verbindung kann auch durch Reaktion von Alkalimetallthiocyanaten mit Kupfer(I)-chlorid bei 80–90 °C oder mit Kupfer(II)-sulfatlösungen in Gegenwart von Sulfiten gewonnen werden.
{\displaystyle \mathrm {CuCl+KSCN\longrightarrow CuSCN\downarrow +\ KCl} }

## Eigenschaften
Kupfer(I)-thiocyanat ist ein weißlicher geruchloser Feststoff, der praktisch unlöslich in Wasser ist. Er zersetzt sich bei Erhitzung über 1084 °C. Er besitzt eine orthorhombische Kristallstruktur mit der Raumgruppe Pbca (Raumgruppen-Nr. 61). Es ist jedoch auch noch eine weitere Modifikation bekannt. Die Verbindung ist ein Halbleiter mit einer Bandlücke von etwa 3,6 eV.

## Verwendung
Kupfer(I)-thiocyanat wird als Flammschutzmittel eingesetzt. Es ist ein gutes anorganisches Pigment und wird als Antifouling-Farbe zum Schutz der Unterwasseroberflächen von Schiffen verwendet. Es dient auch der Herstellung von Industriechemikalien, Pharmazeutika und weiteren Chemikalien. Es kann auch zu quantitativen, gravimetrischen Bestimmung von Kupfer(II) herangezogen werden.